# Diques Mackenzie
Os Diques Mackenzie  é uma formação de centenas de intrusões ígneas paralelas nas planícies do Escudo Canadense, que está localizado no noroeste dos Estados Unidos, situados entre o Lago do Grande Escravo e a costa do norte do Canadá.
As primeiras fissuras esta área e de aproximadamente 1,28 bilhão de anos. A formação deste dique foi a partir da penetração de magma ao longo da superfície. Mas, o alargamento desta área foi em volta das formações dos rios locais. A composição desta área é a partir da diábase.